# エンジェル・オブ・ハーレム
『エンジェル・オブ・ハーレム』（Angel of Harlem）は、U2が1988年のアルバム及びドキュメンタリー映画『魂の叫び』に収録されている曲である。

## 概要
1980年12月4日、U2はニューヨークに降り立ち、初めてアメリカを経験したが、その時の感動を歌っており、アメリカ生粋の文化である・ブルーズ、ジャズ、カントリーなどのルーツロックに敬意を表している。ちなみにAngel of Harlemとはビリー・ホリディのことで、「Lady Day got diamond eyes, she sees the truth behind the lies.」という歌詞の「Lady Day」とは、彼女のニックネームである。
「Angel of Harlem」「Love Rescue Me」「When Love Comes to Town」の3曲はエルビス・プレスリー、ロイ・オービソン、ジョニー・キャッシュなどがレコーディングしたことで有名なテネシー州メンフィスのSun Studiosでレコーディングされ、メンフィス音楽界の重要人物カウボーイ・ジャック・クレメントをエンジニアに迎え、The Memphis Hornsをホーンセクションにフィーチャーしている。またこの時、『Folkways: A Vision Shared』に提供したウディ・ガスリーのカバー「Jesus Christ」とロイ・オービソンの『Mystery Girl』に提供した「She's Mystery to Me」も一緒にレコーディングし、「Trip Through Your Wires」の撮影も行っている。

## 収録曲
Version 1（日本盤）
1. Angel of Harlem (Remix)
2. A Room at the Heartbreak Hotel

Version 2（UK盤）
1. Angel of Harlem (Remix)
2. A Room at the Heartbreak Hotel
3. Love Rescue Me (Live from London, October 16, 1988)

Version 3 CD（日本盤）
1. Angel of Harlem (Remix)
2. A Room at the Heartbreak Hotel
3. Love Rescue Me (Live from London, October 16, 1988)

## PV
- 監督：リチャード・ロウェンスタイン
- プロデューサー：マイケル・ハムリン、イアン・ブラウン
- ロケ地：アポロ・シアター、アスタープレイス・シアター（ニューヨーク）、グローマンズ・チャイニーズ・シアター（ロサンゼルス）
- 撮影日：1988年11月1日
- リリース日：1987年12月

ボノの親友・マイケル・ハッチェンスがボーカルを務めていたINXSのPVを多数手がけたリチャード・ロウェンスタインが監督を務めている。
PVは映画『Rattle and Hum』のプレミア上映でアメリカを訪れた際に撮影された。1988年11月1日にニューヨークのアストロ・シアターで行われたプレミア上映会の様子や11月3日にロサンゼルスのマンズ・チャイニーズ・シアターで行われたプレミア上映会の様子、そして映画『Rattle and Hum』のSun Studiosでのレコーディングの様子の映像が使われている。またU2がニューヨークのアポロ・シアターで演奏する新しい映像も使われている。またビリー・ホリデー、ジョン・コルトレーン、マイルス・デイビスなどの古い映像やブルックリン橋、自由の女神、エンパイア・ステイト・ビルなどの映像も使われている。

## B面曲

### A Room at the Heartbreak Hotel
エルビス・プレスリーのことを歌った曲。ライブで演奏されたことは1度もない。2004年のQマガジン「150の偉大なロックリスト：エルビスをテーマにした優れた曲」において第6位に選出されている。

## 評価
- 1988年ホットプレス年間ベストシングル第10位[3]
- 1988年ホットプレス読者が選ぶ年間ベストアイリッシュシングル第1位[3]